# Cat People (1942)
Cat People (bra: Sangue de Pantera; prt: A Pantera) é um filme estadunidense de 1942 dirigido por Jacques Tourneur.
O filme teve uma sequência em 1944, chamada The Curse of the Cat People, e um remake em 1982, com o mesmo nome.

## Sinopse
Irena Dubrovna é uma sérvia que trabalha com desenho de moda. Ela e o americano Oliver Reed se conhecem num zoológico, se apaixonam e casam-se. Mas logo começam a ter problemas, quando Irena acredita ser descendente de uma raça de mulheres-monstros que se transformam em onça negras sedentas por sangue assim que são beijadas ou sentem ciúmes. O filme se encerra com alguns versos dos Sonetos Sacros de John Donne.[carece de fontes?]

## Elenco
- Simone Simon — Irena Dubrovna
- Kent Smith — Oliver Reed
- Tom Conway — Dr. Louis Judd
- Jane Randolph — Alice Moore
- Jack Holt — Comodoro
- Alan Napier — Doc Carver (não creditado)